# Ежеголовник
Ежеголо́вник, или ежеголо́вка (лат. Spargánium) — травянистое растение, род цветковых растений семейства Рогозовые (Typhaceae). Род Ежеголовник насчитывает, по разным данным, от 7 до 27 видов многолетников влажных мест обитания.

## Название
Свое русское название получило за плодущие головки, напоминающие ежа. Научное название рода Sparganium происходит от греческого слова sparganon — лента, по форме листьев некоторых видов.

## Ботаническое описание

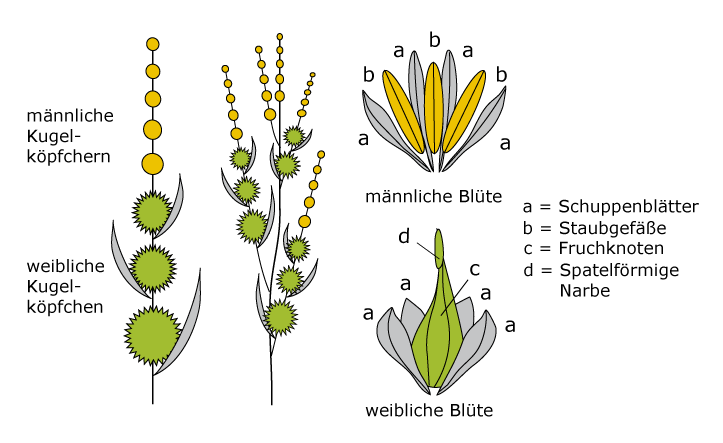
Схемы строения цветков и соцветия ежеголовников

Ежеголовники — невысокие (до 80 см) наполовину погружённые в воду растения с узкими длинными листьями. У одних видов листья довольно мясисты и почти трёхгранные. Виды, обитающие в глубоких или текучих водах, имеют лентовидные листья, которые целиком погружены или образуют верхней частью настилы на поверхности воды. Листовые пластинки от 3 до 12 мм шириной, узколинейные или линейные, с выступающей в виде киля средней жилкой, ярко-зелёные, сохраняют окраску до поздней осени.
Корневище ползучее.
Стебли прямостоячие, ветвистые или простые, возвышаются над водой, но иногда образуют водную форму с более длинными слабыми листьями.
Цветки мелкие в плотных головках, собраны в общее соцветие — шаровидный початок — на верхушке стебля или его ветвей. Каждый из початков состоит из только тычиночных или только пестичных цветков; первые расположены на стебле выше вторых. Мужской цветок состоит из 3—6 невзрачных буроватых листочков околоцветника и длинных белых свободных тычинок с пыльниками, придающих соцветиям вид пуховок. Женский цветок состоит из трёх околоцветных чешуек и пестика с рыльцем 1,2—2 мм длиной. Мужских соцветий 3—8, расставленных женских 2—6. Женские соцветия зацветают раньше мужских на несколько дней (в это время пыльники в мужских цветках на том же растении ещё плотно сомкнуты), благодаря этому обеспечивается перекрёстное опыление растений.
Пестичные цветки превращаются в сухие односемянные веретеновидные плодики 4—7 мм длиной с острыми и колючими наконечниками. Плодики без рёбер и с небольшой перетяжкой, собраны в плотные почти шаровидные головки, напоминают ежа, отсюда русское название. Плоды разносятся водой и ветром. При осыпании на воду плоды могут долго держаться на её поверхности и переносятся на значительные расстояния.
Размножается семенами и вегетативно — частями корневищ.

## Распространение и экология
Ежеголовники распространены обильно в стоячих и медленно текучих водах, по берегам рек, озёр, водохранилищ в умеренных и субарктических областях Северного полушария, немногие — в Австралии и Новой Зеландии.
Наиболее распространены Ежеголовник прямой и Ежеголовник простой.
В России, особенно северной, в луговых болотах известно 4—6 видов.

## Значение и применение
Большого практического значения не имеют, хотя волокнистые стебли могли бы годиться на приготовление бумаги.
Многие виды ежеголовника служат кормом водным пушным зверям (нутрии, ондатре и другим) и водоплавающим птицам.
Некоторые виды ценятся в пчеловодстве как перганосы.
Как декоративное растение может использоваться при оформлении береговой зоны в искусственных водоёмах.

## Таксономическое положение
Системы Р. Дальгрена (1983, 1989), Р. Торна (2002) считали, что род Ежеголовник должен быть включён в семейство Рогозовые.
Система APG II (2003 год, так же как и система APG, 1998 год) признала семейство Ежеголовниковые и включила его в порядок Злакоцветные в группе (кладе) Коммелиниды класса Однодольные.
Система Р. Веттштейна (последнее издание — 1935) размещала семейство в порядке Панданоцветные.

### Виды
По информации базы данных The Plant List, род включает 27 видов:
- Sparganium americanum Nutt. — Ежеголовник американский
- Sparganium androcladum (Engelm.) Morong — Ежеголовник ветвистый
- Sparganium angustifolium Michx. — Ежеголовник узколистный
- Sparganium confertum Y.D.Chen
- Sparganium emersum Rehmann — Ежеголовник всплывающий
- Sparganium × englerianum Graebn. — Ежеголовник Энглеров
- Sparganium erectum L. typus — Ежеголовник прямой
- Sparganium eurycarpum Engelm. — Ежеголовник широкоплодный
- Sparganium fallax Graebn. — Ежеголовник обманчивый
- Sparganium fluctuans (Engelm.) B.L.Rob.
- Sparganium glomeratum (Laest. ex Beurl.) Beurl. — Ежеголовник скученный
- Sparganium gramineum Georgi — Ежеголовник злаковый
- Sparganium hyperboreum Laest. ex Beurl. — Ежеголовник северный
- Sparganium japonicum Rothert — Ежеголовник японский
- Sparganium kawakamii H.Hara — Ежеголовник Каваками
- Sparganium limosum Y.D.Chen
- Sparganium × longifolium Turcz. ex Ledeb. — Ежеголовник длиннолистный
- Sparganium natans L. — Ежеголовник плавающий
- Sparganium × oligocarpon Ångstr. — Ежеголовник малоплодный
- Sparganium polyedrum Asch. & Graebn.
- Sparganium probatovae Tzvelev — Ежеголовник Пробатовой
- Sparganium rothertii Tzvelev — Ежеголовник Ротерта
- Sparganium × speirocephalum Neuman — Ежеголовник рассеянно-головчатый
- Sparganium × splendens Meinsh. — Ежеголовник блестящий
- Sparganium stoloniferum (Buch.-Ham. ex Graebn.) Buch.-Ham. ex Juz.
- Sparganium subglobosum Morong — Ежеголовник почти шаровидный
- Sparganium yunnanense Y.D.Chen

### Синоним
Sparganion Adans., 1763